# Gresham M. Sykes
Gresham M. Sykes (* 26. Mai 1922 in Plainfield, New Jersey; † 29. Oktober 2010 in Charlottesville, Virginia) war ein US-amerikanischer Soziologe und Kriminologe.
Sykes studierte Soziologie an der Princeton University (Abschluss B.A. 1950) und an der Northwestern University (Promotion zum Ph.D. 1954). Danach lehrte er an verschiedenen Universitäten, darunter Dartmouth College. Seit 1974 war er Professor für Soziologie an der University of Virginia (emeritiert seit 1988).
Mit seinem grundlegenden Beitrag zur Kultur des Gefängnislebens („Society of Captives“) sowie (gemeinsam mit David Matza) der Theorie der Neutralisierung wurde Sykes in zweifacher Hinsicht zum Klassiker der Lehrbuch-Kriminologie. Er beschäftigte sich in seinem Werk auch mit dem Prozess der Prisonisierung.
Er wurde 1980 mit dem „Edwin H. Sutherland Award“ der „American Society of Criminology“ ausgezeichnet.

## Schriften (Auswahl)
- Techniques of neutralization. A theory of delinquency (1957 – mit David Matza)
  - Techniken der Neutralisierung. Eine Theorie der Delinquenz. In: Kriminalsoziologie. F. Sack und R. König. Frankfurt am Main, Akademische Verlagsgesellschaft, 1968.
- Crime and society. 2. Auflage, Random House 1967 (Erstausgabe 1956).
- The society of captives. A study of a maximum security prison. 2. Auflage, Princeton University Press, Princeton 2007, ISBN 978-0-691-13064-4 (Erstausgabe 1958).
- Criminology. 2. Auflage, Harcourt Brace Jovanovich, Fort Worth 1992, ISBN 0-15-516118-0 (Erstausgabe 1978).